# Aulacodes metazonalis
Aulacodes metazonalis là một loài bướm đêm trong họ Crambidae.